# Au bord de la mer (Renoir)
Au bord de la mer (en anglais : By the Seashore), ou Femme assise au bord de la mer est une peinture de Pierre-Auguste Renoir achevée en 1883 et actuellement conservée au Metropolitan Museum of Art de New York. 

## Histoire
Renoir a fait un voyage en Italie en 1881-1882 et a été profondément influencé par l'art de la Renaissance. Après ce voyage, il a commencé à explorer une nouvelle manière de peindre, différente de l'impressionnisme. Il a commencé à mettre l'accent sur les contours et la modélisation, abandonnant le principe selon lequel les scènes doivent être peintes à l'extérieur pour capturer la lumière et l'atmosphère. 
À la fin de l'été 1883, Renoir a passé environ un mois à Saint-Pierre-Port, la capitale de Guernesey, et a admiré les rochers, les falaises et la vue imprenable sur la baie du Moulin Huet à Saint-Martin. Il a commencé à peindre quinze tableaux au cours de son séjour, dont la plupart ont été achevés plus tard dans son atelier parisien.  
Cependant, le tableau aurait été peint dans l'atelier de l'artiste. La plage représentée ici n'est probablement pas dans les îles Anglo-Normandes mais près de Dieppe, sur la côte normande. Le modèle était Aline Charigot, sa petite amie d'alors, qu'il épousa en 1890.  

## Provenance
Le tableau fait partie de la collection du Metropolitan depuis 1929 et du legs de Mme H.O. Havemeyer.

## Sources
- The Metropolitan Museum of Art, New York (tableau d'information à côté du tableau)